# Siphonodentalium laubieri
Siphonodentalium laubieri is een Scaphopodasoort uit de familie van de Gadilidae. De wetenschappelijke naam van de soort is voor het eerst geldig gepubliceerd in 1979 door Bouchet & Warén.